# Meroscelisus thoracicus
Meroscelisus thoracicus är en skalbaggsart som beskrevs av Campos-seabra 1942. Meroscelisus thoracicus ingår i släktet Meroscelisus och familjen långhorningar. Inga underarter finns listade i Catalogue of Life.